# Samita-grensconflict
De Samita-grensconflict, ook wel bekend als het Irak-Koeweit conflict van 1973, was een kortstondig gewapend conflict dat plaatsvond in maart 1973 tussen Irak aan de ene kant en Koeweit aan de andere kant, aan de grens van de beide landen.
Het conflict kwam tot stand na een langdurig territoriaal dispuut, waarbij de Iraakse regering (die de onafhankelijkheid van Koeweit pas in 1963 erkende) de Koeweitse eilanden Warbah en Bubiyan als onderdeel van Irak beschouwde. De grens tussen Irak en Koeweit was op dat moment de demarcatielijn die in 1961 werd vastgesteld door bemiddeling van de Arabische Liga na de komst van Britse troepen die een mogelijke Iraakse invasie tijdens Operatie Vantage moesten afschrikken. 
Het conflict brak uit op 20 maart kort na het mislukken van de onderhandelingen over de economische samenwerking tussen de beide landen toen Iraakse troepen de Koeweitse grenspost Samita veroverden, wat aan beide kanten tot bloedvergieten leidde. De Koeweitse regering riep onmiddellijk de noodtoestand uit en sloot de grenzen. Verdere acties werden echter opgeschort en de Irakezen trokken zich vijf weken later terug achter de demarcatielijn.